# 林瑞生

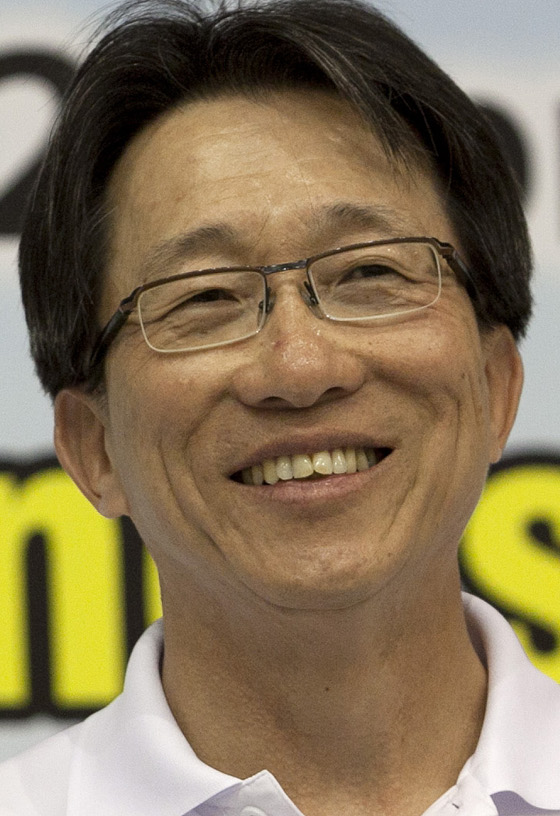
林瑞生

林瑞生（英文名：Lim Swee Say， 1954年7月13日—），祖籍廣東汕头市潮阳县，新加坡總理公署部長，2007年接任职总秘书长。1954年7月13日在新加坡出生，1973年榮獲新加坡武裝部隊獎學金赴英国罗浮堡大学深造。1991年獲美國斯坦福大学管理硕士学位。
70 年代，担任新加坡全國电脑局首席执行官和主席并成功发展新加坡尖端信息科技。90 年代，被任命新加坡经济发展局首席执行官。1996年當選為國會議員，後在2001年 及2006年的大選中繼續當選。 1999 年任新加坡貿工部政務部長兼新闻、通讯及艺术政務部長。2000 年被任命代環境部長。 2001 年，他被升任環境部長。2004 年8月，李顯龍總理任命他為總理公署部長兼第二國家發展部長。2005年辭去第二國家發展部長職位。林瑞生育有一個兒子和一個女兒。
1. ↑   (PDF).   [2022-01-31]. （原始内容 (PDF)存档于2022-01-31）.